# Öar i Stora sjöarna
Stora sjöarna innehåller över 35 000 öar skapade då den senaste istiden drog sig tillbaka. Den största av öarna är Manitoulin i Huronsjön i den kanadensiska provinsen Ontario. 

## Lista med de viktigaste öarna
- Apostle Islands
- Ballast Island
- Bass Islands
- Beaver Island
- Belle Isle
- Bois Blanc
- Drummond Island
- Fox Islands
- Green Bay Islands
- Grosse Isle
- Harsens Island
- Isle Royale
- Mackinac Island
- Manitou Islands
- Manitoulin Island
- Michipicoten Island
- Neebish Island
- Pelee Island
- Rattlesnake Island
- St. Ignace Island
- St. Joseph Island
- Sleeping Giant Island
- Sugar Island
- Thirty Thousand Islands
- Toronto Islands
- Walpole Island